# (7260) Metelli
(7260) Metelli (1994 FN) – planetoida z pasa głównego asteroid okrążająca Słońce w ciągu 4,93 lat w średniej odległości 2,9 j.a. Odkryta 18 marca 1994 roku.